# Chamaecrista fasciculata
Chamaecrista fasciculata là một loài thực vật có hoa trong họ Đậu. Loài này được (Michx.) Greene miêu tả khoa học đầu tiên.

## Hình ảnh

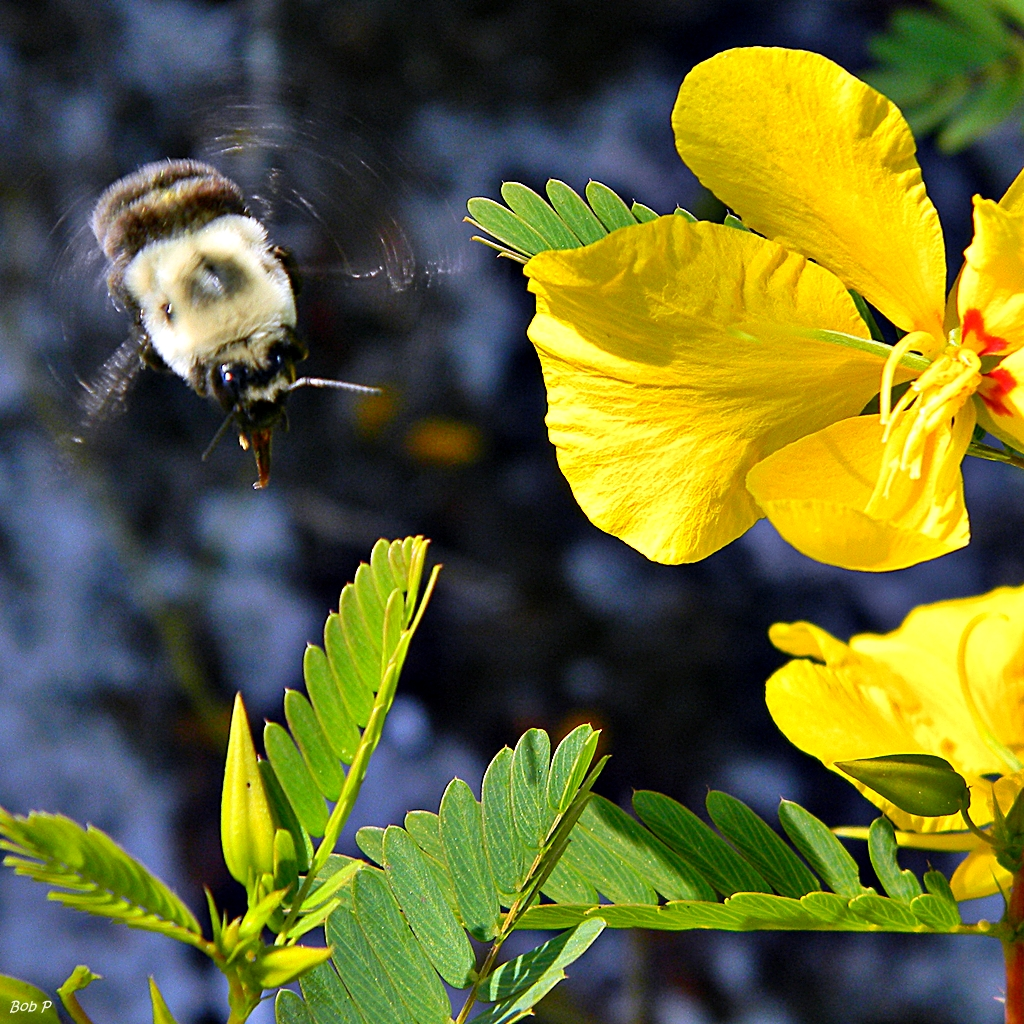
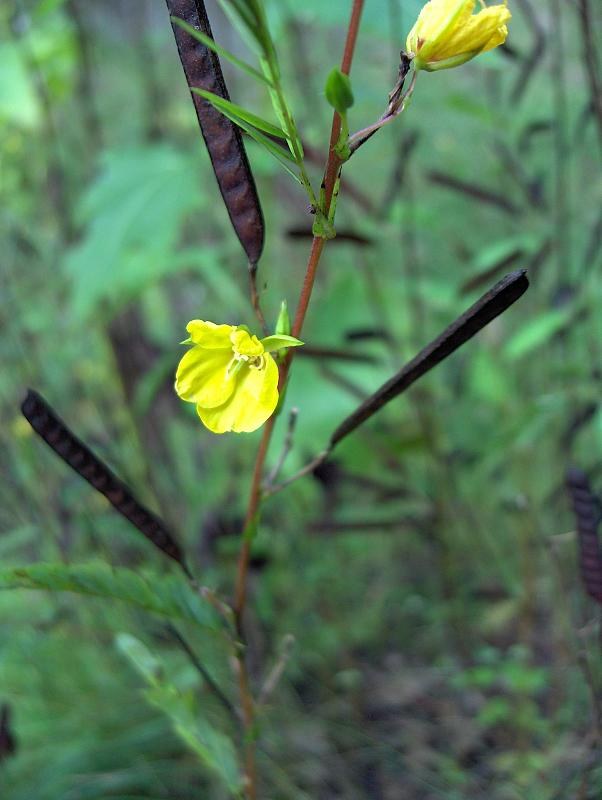
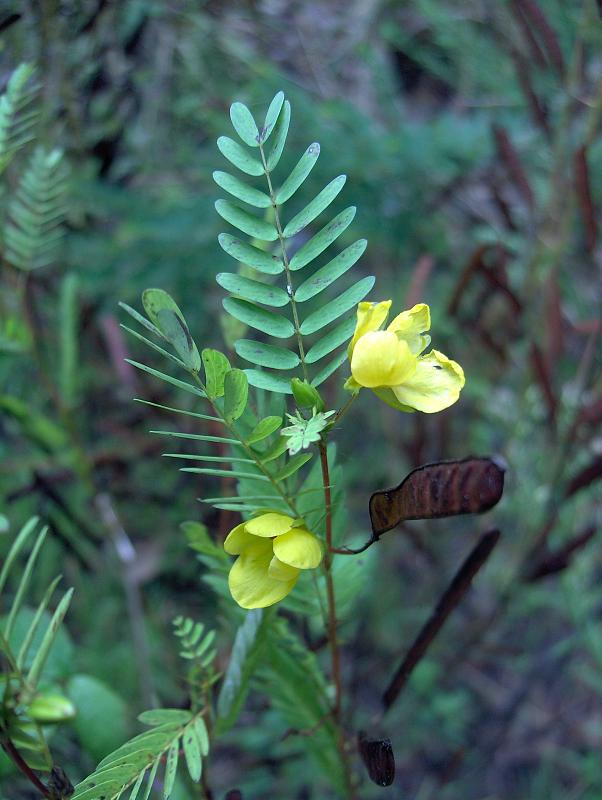
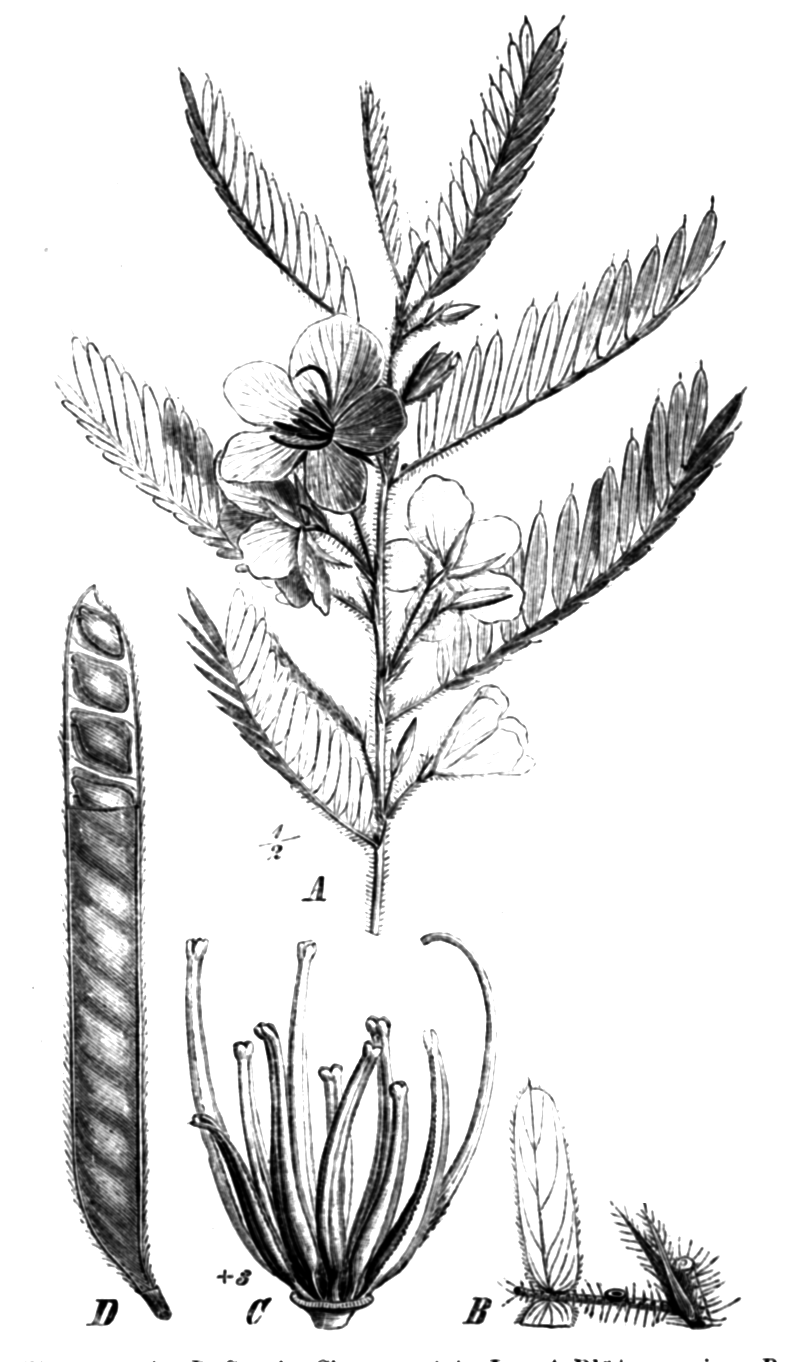